# Segelfluggelände Hellenhagen

i7
i11
i13
Das Segelfluggelände Hellenhagen liegt im Ortsteil Bremke der Gemeinde Halle im Landkreis Holzminden in Niedersachsen, etwa 4 km nördlich von Halle.

## Flugbetrieb
Das Segelfluggelände ist mit einer 850 m langen und 30 m breiten Startbahn aus Gras (Richtung 11/29), einer 474 m langen und 30 m breiten Landebahn aus Gras (Richtung 11/29) und einer 300 m langen und 30 m breiten Landebahn aus Gras (Richtung 10/28) ausgestattet. Es besitzt eine Betriebszulassung für Segelflugzeuge und Motorsegler. Der Start von Segelflugzeugen und Motorseglern erfolgt ausschließlich per Windenstart. Der Halter und Betreiber des Segelfluggeländes ist der Flugsportclub Hannover e. V. Der Verein wurde 1960 gegründet.